# Santa Rita (Honduras)
Santa Rita – miasto w Hondurasie, nad rzeką Humuya, w departamencie Yoro. Według Spisu Powszechnego z 2013 roku liczy 14,6 tys. mieszkańców. Do głównych atrakcji turystycznych gminy należą: kamienista rzeka Humuya i gorące źródła. Mieszkańcy zajmują się przede wszystkim handlem i rolnictwem, w tym hodowlą bydła i uprawą bananów.  